# Laurie Adams
Laurence Edward „Laurie“ Adams (* 14. Februar 1931 in Barnet; † 29. April 2024) war ein englischer Fußballspieler.

## Karriere
Adams kam im Januar 1952 als Amateur zum FC Watford und absolvierte noch seinen Militärdienst, als er im Februar 1952 bei einem 2:0-Heimsieg gegen den FC Walsall auf der linken Innenstürmerposition sein Debüt in der Third Division South gab. Obwohl er nach seiner Entlassung aus dem Militärdienst im Juli 1952 einen Profivertrag erhielt, kam er in der Saison 1952/53 nur im Reserveteam zum Einsatz und wurde nicht über das Saisonende 1953 hinaus verlängert. Im Oktober 1955 wurde er von der Football Association reamateurisiert und spielte in Exeter für den Whipton FC.